# Mutějovice zastávka
Mutějovice zastávka – przystanek kolejowy w miejscowości Mutějovice, w kraju środkowoczeskim, w Czechach. Znajduje się na wysokości 370 m n.p.m.
Na przystanku nie ma możliwości zakupu biletów, a obsługa podróżnych odbywa się w pociągu. 

## Linie kolejowe
- 124 Lužná u Rakovníka - Žatec - Chomutov